# Ivan Bošnjak
Ivan Bošnjak (Vinkovce, 1979. február 6. –), horvát válogatott labdarúgó.
A horvát válogatott tagjaként részt vett a 2006-os világbajnokságon.

## Sikerei, díjai
Hajduk Split
- Horvát kupa (2): 2000–01, 2001–02

Dinamo Zagreb
- Horvát bajnok (1): 2005–06
- Horvát kupa (1): 2003–04

Al-Ittihad Tripoli
- Líbiai bajnok (1): 2002–03

Genk
- Belga kupa (1): 2008–09

Egyéni
A horvát bajnokság gólkirálya (1): 2005–06 (22 gól)